# ألان ستيوارت (عازف قيثارة)
ألان ستيوارت (بالإنجليزية: Allan Stewart)‏ هو عازف قيثارة بريطاني، ولد في 21 يناير 1977.